# Уладівка (станція)
Уладівка — проміжна залізнична станція Жмеринської дирекції Південно-Західної залізниці на неелектрифікованій лінія Варшиця — Старокостянтинів I між станціями Холоневська (12 км) та Хмільник (16 км). Розташована в однойменному селі Хмільницького району Вінницької області.

## Історія
Вузькоколійну залізницю з боку станції Калинівка I до Хмільника було відкрито 1900 року, одночасно з відкриттям станції Уладівка.
У 1938 році збудована ширококолійна залізниця від магістральної лінії Київ — Жмеринка до  Старокостянтинова, яка пролягла через станцію Уладівка. У 1950-х роках вузькоколійну залізницю остаточно розібрано.

## Пасажирське сполучення
На станції Уладівка щоденно зупиняється нічний швидкий поїзд № 139/140 сполученням Київ — Кам'янець-Подільський.